# Newport Stadium
Newport Stadium – stadion piłkarski, położony w Newport, Wielka Brytania. Oddany został do użytku w 1993 roku, kosztem siedmiu milionów funtów. Od tego czasu swoje mecze na tym obiekcie rozgrywają zespoły: Newport County A.F.C., Llanwern A.F.C. i Newport Harriers A.C. Jego pojemność wynosi 5 000 miejsc. Rekordową frekwencję, wynoszącą 4 660 osób, odnotowano w 2006 roku podczas meczu pucharowego pomiędzy Newport County a Swansea City.